# 아시아 당구 연맹
아시아 당구 연맹(Asian Confederation of Billiard Sports, ACBS)은 아시아의 스누커 당구 종목을 관할하는 국제 스포츠 행정 기구이다.

## 회원국
| 국가           | 협회                            | 코드 | 설립   | 가맹 | 비고 |
| -------------- | ------------------------------- | ---- | ------ | ---- | ---- |
| 네팔           | 네팔 당구 스누커 연맹           | NEP  |        |      |      |
| 대한민국       | 대한당구연맹                    | KOR  | 1981년 |      |      |
| 레바논         | 레바논 당구 스누커 연맹         | LBN  |        |      |      |
| 마카오         | 중국 마카오 당구 스누커 연맹    | MAC  |        |      |      |
| 말레이시아     | 말레이시아 당구 스누커 연맹     | MAS  |        |      |      |
| 몰디브         | 몰디브 당구 스누커 연맹         | MDV  |        |      |      |
| 몽골           | 몽골 당구 스누커 연맹           | MGL  |        |      |      |
| 미얀마         | 미얀마 당구 스누커 연맹         | MYA  |        |      |      |
| 바레인         | 바레인 당구 스누커 연맹         | BRN  |        |      |      |
| 방글라데시     | 방글라데시 당구 스누커 연맹     | BAN  |        |      |      |
| 베트남         | 베트남 당구 스누커 연맹         | VIE  |        |      |      |
| 브루나이       | 브루나이 당구 스누커 연맹       | BRU  |        |      |      |
| 사우디아라비아 | 사우디아라비아 당구 스누커 연맹 | KSA  |        |      |      |
| 스리랑카       | 스리랑카 당구 스누커 연맹       | SRI  |        |      |      |
| 시리아         | 시리아 당구 스누커 연맹         | SYR  |        |      |      |
| 싱가포르       | 싱가포르 당구 스누커 연맹       | SGP  |        |      |      |
| 아랍에미리트   | 아랍에미리트 당구 스누커 연맹   | UAE  |        |      |      |
| 아프가니스탄   | 아프가니스탄 당구 스누커 연맹   | AFG  |        |      |      |
| 예멘           | 예멘 당구 스누커 연맹           | YEM  |        |      |      |
| 요르단         | 요르단 당구 스누커 연맹         | JOR  |        |      |      |
| 이라크         | 이라크 당구 스누커 연맹         | IRQ  |        |      |      |
| 이란           | 이란 당구 스누커 연맹           | IRI  |        |      |      |
| 인도           | 인도 당구 스누커 연맹           | IND  |        |      |      |
| 인도네시아     | 인도세니아 당구 스누커 연맹     | INA  |        |      |      |
| 일본           | 일본 당구 스누커 연맹           | JPN  |        |      |      |
| 중화 타이베이  | 중화 타이베이 당구 스누커 연맹  | TPE  |        |      |      |
| 중화인민공화국 | 중국 당구 스누커 연맹           | CHN  |        |      |      |
| 카타르         | 카타르 당구 스누커 연맹         | QAT  |        |      |      |
| 쿠웨이트       | 쿠웨이트 당구 스누커 연맹       | KWT  |        |      |      |
| 키르기스스탄   | 키르기스스탄 스누커 연맹        | KGZ  |        |      |      |
| 투르크메니스탄 | 루르크메니스탄 당구 스누커 연맹 | TKM  |        |      |      |
| 태국           | 태국 당구 스누커 연맹           | THA  |        |      |      |
| 파키스탄       | 파키스탄 당구 스누커 연맹       | PAK  |        |      |      |
| 팔레스타인     | 팔레스타인 당구 스누커 연맹     | PLE  |        |      |      |
| 필리핀         | 필리핀 당구 스누커 연맹         | PHI  |        |      |      |
| 홍콩           | 중국 홍콩 당구 스누커 연맹      | HKG  |        |      |      |

## 참고 문헌
- “Countries”. 아시아 당구 연맹.
- “아시아 당구 연맹”. 국제 협회 연합.
- “아시아 당구 연맹”. 아시아 올림픽 평의회.[깨진 링크(과거 내용 찾기)]

## 같이 보기
- 국제 스누커 당구 연맹
- 세계 당구 연맹